# Tinissa insignis
Tinissa insignis är en fjärilsart som beskrevs av Aleksei Konstantinovich Zagulajev 1972. Tinissa insignis ingår i släktet Tinissa och familjen äkta malar. Inga underarter finns listade i Catalogue of Life.